# Campionati Internazionali di Sicilia 2001 - Qualificazioni singolare
Le qualificazioni del singolare dei Campionati Internazionali di Sicilia 2001 sono state un torneo di tennis preliminare per accedere alla fase finale della manifestazione. I vincitori dell'ultimo turno sono entrati di diritto nel tabellone principale. In caso di ritiro di uno o più giocatori aventi diritto a questi sono subentrati i lucky loser, ossia i giocatori che hanno perso nell'ultimo turno ma che avevano una classifica più alta rispetto agli altri partecipanti che avevano comunque perso nel turno finale.
Le qualificazioni del torneo Campionati Internazionali di Sicilia 2001 prevedevano 32 partecipanti di cui 4 sono entrati nel tabellone principale.

## Teste di serie
1. Oliver Gross (Qualificato)
2. Marc-Kevin Goellner (Qualificato)
3. Didac Perez-Minarro (ultimo turno)
4. Mariano Puerta (Qualificato)

1. Leonardo Olguín (ultimo turno)
2. Emilio Benfele Álvarez (ultimo turno)
3. Mario Munoz-Bejarano (secondo turno)
4. Marzio Martelli (ultimo turno)

## Qualificati
1. Oliver Gross
2. Marc-Kevin Goellner

1. Javier Garcia-Sintes
2. Mariano Puerta

## Tabellone

### Legenda
| - Q = Qualificato - WC = Wild card - LL = Lucky loser | - ALT = Alternate - SE = Special Exempt - PR = Protected Ranking | - w/o = Walkover - r = Ritirato - d = Squalificato |

### Sezione 1
|  | Primo turno      | Primo turno      | Primo turno | Primo turno | Primo turno |  |  | Secondo turno | Secondo turno          | Secondo turno   | Secondo turno          | Secondo turno          |   |   | Ultimo turno | Ultimo turno | Ultimo turno | Ultimo turno | Ultimo turno |  |
|  |                  |                  |             |             |             |  |  |               |                        |                 |                        |                        |   |   |              |              |              |              |              |  |
|  |                  |                  |             |             |             |  |  |               |                        |                 |                        |                        |   |   |              |              |              |              |              |  |
|  |                  |                  |             |             |             |  |  | 1             | Oliver Gross           | Oliver Gross    | 6                      | 6                      |   |   |              |              |              |              |              |  |
|  | Dario Sciortino  | Dario Sciortino  | 65          | 6           | 6           |  |  |               | Dario Sciortino        | Dario Sciortino | 1                      | 0                      |   |   |              |              |              |              |              |  |
|  | Francesco Caputo | Francesco Caputo | 7           | 3           | 1           |  |  |               |                        |                 |                        |                        |   |   | 1            | Oliver Gross | Oliver Gross | 6            | 6            |  |
|  |                  |                  |             |             |             |  |  |               |                        | 6               | Emilio Benfele Álvarez | Emilio Benfele Álvarez | 1 | 0 |              |              |              |              |              |  |
|  |                  |                  |             |             |             |  |  |               | Mark La Monica         | 2               | 6                      | 0                      |   |   |              |              |              |              |              |  |
|  |                  |                  |             |             |             |  |  | 6             | Emilio Benfele Álvarez | 6               | 4                      | 6                      |   |   |              |              |              |              |              |  |
|  |                  |                  |             |             |             |  |  |               |                        |                 |                        |                        |   |   |              |              |              |              |              |  |

### Sezione 2
|  | Primo turno          | Primo turno          | Primo turno          | Primo turno | Primo turno |  |  | Secondo turno | Secondo turno       | Secondo turno       | Secondo turno   | Secondo turno   |   |   | Ultimo turno | Ultimo turno        | Ultimo turno        | Ultimo turno | Ultimo turno |  |
|  |                      |                      |                      |             |             |  |  |               |                     |                     |                 |                 |   |   |              |                     |                     |              |              |  |
|  |                      |                      |                      |             |             |  |  |               |                     |                     |                 |                 |   |   |              |                     |                     |              |              |  |
|  |                      |                      |                      |             |             |  |  | 2             | Marc-Kevin Goellner | Marc-Kevin Goellner | 6               | 6               |   |   |              |                     |                     |              |              |  |
|  | Brandon Coupe        | Brandon Coupe        | Brandon Coupe        | 6           | 6           |  |  |               | Brandon Coupe       | Brandon Coupe       | 0               | 3               |   |   |              |                     |                     |              |              |  |
|  | Francesco Palpacelli | Francesco Palpacelli | Francesco Palpacelli | 3           | 0           |  |  |               |                     |                     |                 |                 |   |   | 2            | Marc-Kevin Goellner | Marc-Kevin Goellner | 6            | 6            |  |
|  |                      |                      |                      |             |             |  |  |               |                     | 5                   | Leonardo Olguín | Leonardo Olguín | 1 | 4 |              |                     |                     |              |              |  |
|  |                      |                      |                      |             |             |  |  |               | Giovanni Valenza    | Giovanni Valenza    | 1               | 0               |   |   |              |                     |                     |              |              |  |
|  |                      |                      |                      |             |             |  |  | 5             | Leonardo Olguín     | Leonardo Olguín     | 6               | 6               |   |   |              |                     |                     |              |              |  |
|  |                      |                      |                      |             |             |  |  |               |                     |                     |                 |                 |   |   |              |                     |                     |              |              |  |

### Sezione 3
|  | Primo turno | Primo turno | Primo turno | Primo turno | Primo turno |  |  | Secondo turno | Secondo turno        | Secondo turno        | Secondo turno        | Secondo turno |   |   | Ultimo turno | Ultimo turno        | Ultimo turno | Ultimo turno | Ultimo turno |  |
|  |             |             |             |             |             |  |  |               |                      |                      |                      |               |   |   |              |                     |              |              |              |  |
|  |             |             |             |             |             |  |  |               |                      |                      |                      |               |   |   |              |                     |              |              |              |  |
|  |             |             |             |             |             |  |  | 3             | Didac Perez-Minarro  | Didac Perez-Minarro  | 6                    | 6             |   |   |              |                     |              |              |              |  |
|  |             |             |             |             |             |  |  |               | Gabriele Tauro       | Gabriele Tauro       | 0                    | 1             |   |   |              |                     |              |              |              |  |
|  |             |             |             |             |             |  |  |               |                      |                      |                      |               |   |   | 3            | Didac Perez-Minarro | 4            | 6            | 3            |  |
|  |             |             |             |             |             |  |  |               |                      |                      | Javier Garcia-Sintes | 6             | 2 | 6 |              |                     |              |              |              |  |
|  |             |             |             |             |             |  |  |               | Javier Garcia-Sintes | Javier Garcia-Sintes | 6                    | 6             |   |   |              |                     |              |              |              |  |
|  |             |             |             |             |             |  |  | 7             | Mario Munoz-Bejarano | Mario Munoz-Bejarano | 2                    | 2             |   |   |              |                     |              |              |              |  |
|  |             |             |             |             |             |  |  |               |                      |                      |                      |               |   |   |              |                     |              |              |              |  |

### Sezione 4
|  | Primo turno | Primo turno | Primo turno | Primo turno | Primo turno |  |  | Secondo turno | Secondo turno      | Secondo turno      | Secondo turno   | Secondo turno   |   |   | Ultimo turno | Ultimo turno   | Ultimo turno   | Ultimo turno | Ultimo turno |  |
|  |             |             |             |             |             |  |  |               |                    |                    |                 |                 |   |   |              |                |                |              |              |  |
|  |             |             |             |             |             |  |  |               |                    |                    |                 |                 |   |   |              |                |                |              |              |  |
|  |             |             |             |             |             |  |  | 4             | Mariano Puerta     | Mariano Puerta     | 6               | 6               |   |   |              |                |                |              |              |  |
|  |             |             |             |             |             |  |  |               | Alessandro Amoroso | Alessandro Amoroso | 0               | 3               |   |   |              |                |                |              |              |  |
|  |             |             |             |             |             |  |  |               |                    |                    |                 |                 |   |   | 4            | Mariano Puerta | Mariano Puerta | 6            | 6            |  |
|  |             |             |             |             |             |  |  |               |                    | 8                  | Marzio Martelli | Marzio Martelli | 1 | 3 |              |                |                |              |              |  |
|  |             |             |             |             |             |  |  |               | Marcello Craca     | Marcello Craca     | 3               | 0               |   |   |              |                |                |              |              |  |
|  |             |             |             |             |             |  |  | 8             | Marzio Martelli    | Marzio Martelli    | 6               | 6               |   |   |              |                |                |              |              |  |
|  |             |             |             |             |             |  |  |               |                    |                    |                 |                 |   |   |              |                |                |              |              |  |